# Rozwór odpiszczelowy

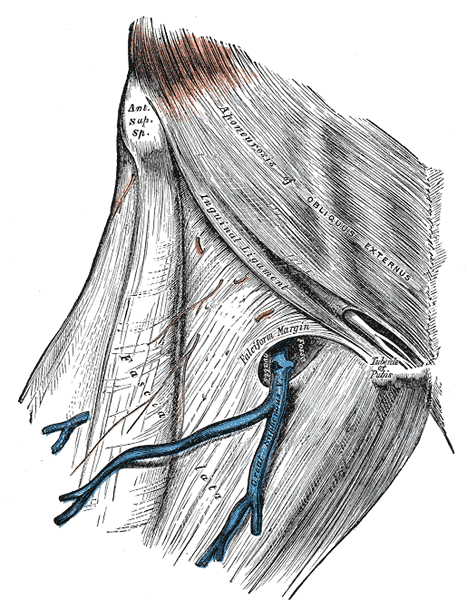
Rozwór odpiszczelowy podpisany Fossa ovalis.

Rozwór odpiszczelowy (łac. hiatus saphenus), dół owalny (fossa ovalis), dawniej zwany pierścieniem udowym powierzchownym (annulus femoralis superficialis)  – w anatomii człowieka rozwór w powierzchownej blaszce powięzi szerokiej przykryty grubą warstwą powięzi sitowatej. Przechodzi przezeń żyła odpiszczelowa, która następnie uchodzi do żyły udowej.
Jest to miejsce zmniejszonego oporu. Wykorzystywany jest do wyczuwania pulsu.